# Półwysep Indochiński
Półwysep Indochiński – półwysep w Azji Południowo-Wschodniej, oblewany od wschodu wodami Morza Południowochińskiego i Zatoki Tajlandzkiej (Ocean Spokojny), a od zachodu – Morza Andamańskiego i Zatoki Bengalskiej. Na południu znajduje się półwysep podrzędny o wydłużonym kształcie – Półwysep Malajski.

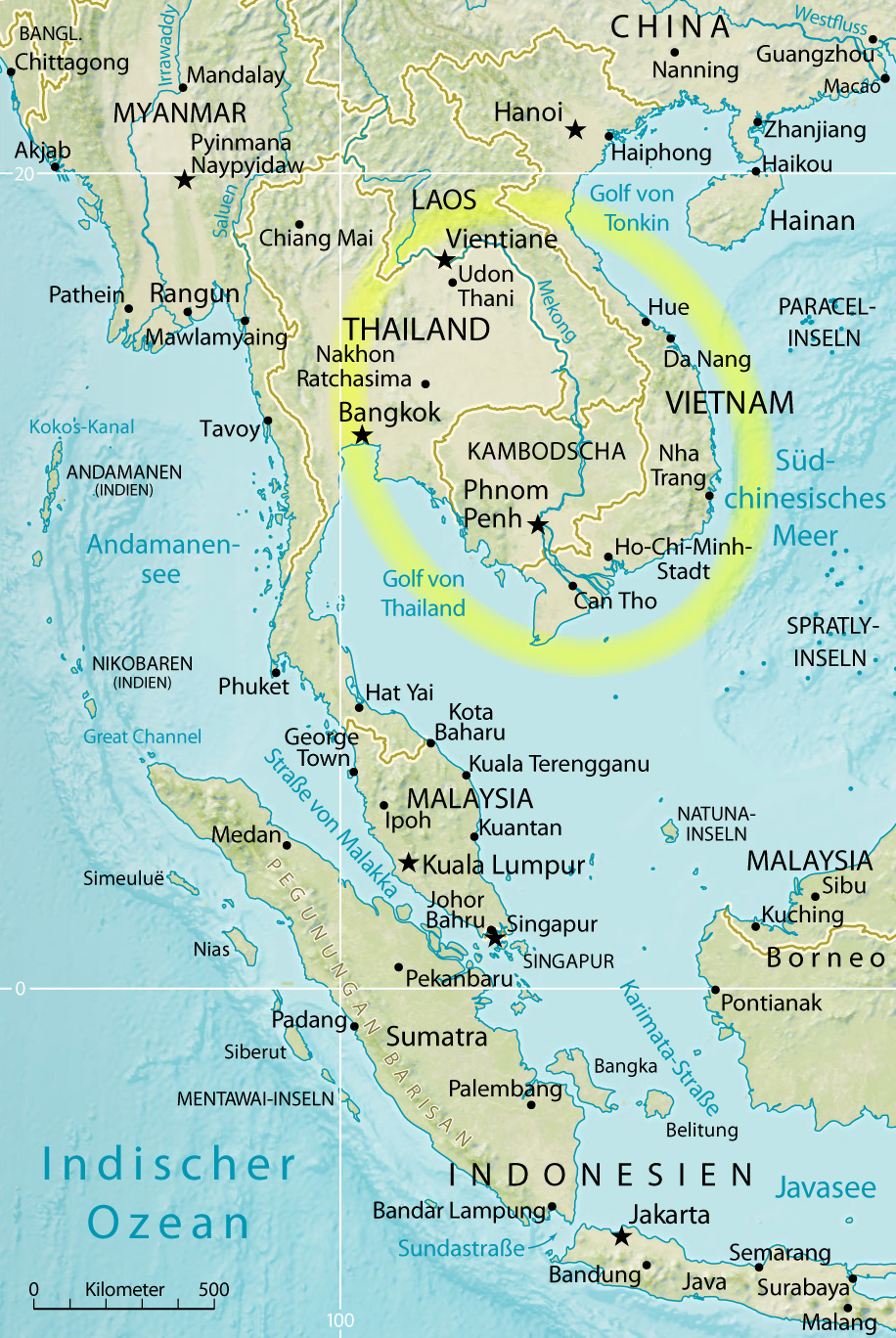
Półwysep Indochiński (w obrysie)

Półwysep odznacza się urozmaiconą rzeźbą terenu. W jego wnętrzu przebiegają południkowo wąskie i wysokie łańcuchy górskie. Między nimi w dolinach płyną najważniejsze rzeki tego regionu: Irawadi, Saluin, Menam i Mekong.

## Charakterystyka
Półwysep Indochiński zajmuje około 2,3 mln km² powierzchni, jest więc równy wielkością takim krajom jak Algieria w Afryce bądź Kazachstan w Azji. Silnie rozczłonkowany, zdobny – szczególnie u zachodnich wybrzeży – girlandami większych i mniejszych wysepek, przechodzi na południowym swym krańcu w wąski jęzor Półwyspu Malajskiego, na północnym zachodzie zaś ginie w gęsto zadrzewionych górach pogranicza Birmy i Chin.
Rzeźba terenu jest tu niezwykle urozmaicona. Południkowo przebiegające pasma górskie zbiegają się na północy. Pomiędzy nimi występują szerokie zapadliska lub wąskie rowy zapadliskowe pochodzenia tektonicznego.
Cały obszar przecinają liczne rzeki, z których największe to Menam, Saluin, Irawadi i – najdłuższa ze wszystkich – Mekong. Ta droga wodna jest żeglowna na odcinku 700 km, zaś podczas wysokiego stanu wód nawet 1600 km. Łączy terytoria Chin, Laosu, Kambodży i Wietnamu. W sumie liczy sobie blisko 4500 km długości, co daje jej dwunaste miejsce na liście rzek świata – tuż za azjatyckim Amurem i północnoamerykańską Mackenzie – oraz siódme w Azji. Nad tą właśnie rzeką – lub w jej pobliżu – rozlokowały się największe i najważniejsze miasta regionu: Luang Prabang, Wientian, Phnom Penh i Sajgon, zwany od roku 1975 Ho Chi Minh. Mekong swoje źródło ma wysoko, na Wyżynie Tybetańskiej, uchodzi do wód Morza Południowochińskiego.

## Budowa geologiczna
W budowie geologicznej Półwyspu Indochińskiego wyróżnia się trzy rejony: masyw indochiński, pasma mezozoiczne oraz pasma fałdowe Birmy. Budują je różnorodne skały metamorficzne, magmowe i osadowe powstałe od archaiku do czwartorzędu. Starsze zostały nawet kilkakrotnie przefałdowane, a część z nich została zmetamorfizowana w czasie orogenezy kaledońskiej, waryscyjskiej i alpejskiej. Obecny kształt zawdzięcza orogenezie alpejskiej, w czasie której pasma górskie zostały wydźwignięte, powstały zapadliska tektoniczne i pokrywy skał wulkanicznych.

## Historia
Pierwsze organizmy państwowe powstające w delcie Mekongu i na wschodnich wybrzeżach Półwyspu zawdzięczają swe istnienie osadnikom z Indii, którzy zaczęli się tu pojawiać w bliżej nieokreślonej przeszłości – najprawdopodobniej pomiędzy VI a III wiekiem p.n.e. Jakkolwiek jednak krainy wnętrza Indochin pozostały wierne wpływom subkontynentu, wschodnie pobrzeże, a więc obecny Wietnam, rychło uległo politycznemu, kulturalnemu i religijnemu naciskowi z północy, od strony Chin. Oto bowiem w roku 221 p.n.e. Chiny – dotąd podzielone – zjednoczył pod swym berłem pierwszy w dziejach cesarz, Qin Shi Huang z dynastii Qin, którego armie – pokonawszy wewnętrznych przeciwników i rywali – sięgnęły po nowe zdobycze: Koreę na północy i Annam (czyli północny Wietnam) na południu.
Niedługo jednak Shi Huangdi cieszył się nowym nabytkiem. Jeden z jego własnych generałów, Zhao Tuo, zajął zdobycze na południu, zmienił imię na Triệu Đà i ogłosił się władcą niepodległego państwa Nam Việt, które rychło sięgało niemal po dzisiejsze Huế. I choć w roku 111 p.n.e. Chiny ponownie podbiły niepokorne państwo, należy przyznać, że Wietnam jako taki władców Państwa Środka nie interesował. Przykładali więcej wagi do Funanu (dzisiejsza Kambodża) i ujścia Mekong niż do nieprzyjaznego, porosłego bagnistą dżunglą kraju, zwanego raz Linyi, raz Czampa.
Wojska chińskie nieraz zmuszane były do interwencji, ale jedynie z powodu działalności osławionych piratów malajskich, którzy tu posiadali swoje liczne kryjówki.